# Hemithyrsocera hewitti
Hemithyrsocera hewitti är en kackerlacksart som först beskrevs av Robert Walter Campbell Shelford 1907.  Hemithyrsocera hewitti ingår i släktet Hemithyrsocera och familjen småkackerlackor. Inga underarter finns listade i Catalogue of Life.